# Тануи, Мозес
Мозес Тануи (анг Moses Tanui; род. 20 августа 1965, в районе Нанди, Кения) — кенийский легкоатлет, чемпион мира 1991 года в Токио на дистанции 10 000 метров. Двукратный победитель Бостонского марафона в 1996 и 1998 годах. Победитель Чхунчхонского марафона 1997 года — 2:09.01.
Выступал на олимпийских играх 1988 и 1992 годов на дистанции 10 000 метров (оба раза занимал 8-е место).
Серебряный призёр чемпионата мира 1993 года в Штутгурте. Чемпион мира в полумарафоне 1995 года в Монбельяре, экс рекордсмен мира на этой дистанции. Его результат превзошел другой кенийский бегун Пол Тергат.
Первым в истории пробежал полумарафон быстрее часа — 59.47 в Милане 3 апреля 1993 года.